# 別闖陰陽界 (2017年電影)
《別闖陰陽界》（英語：Flatliners）是一部2017年美國科幻心理恐怖片，由尼爾斯·亞頓·歐普勒夫執導，班·李普利撰寫劇本。本片為1990年同名電影的續集，主演包括艾倫·佩姬、狄亞哥·盧納、妮娜·道伯瑞、詹姆士·諾頓、科蕾西·克萊門斯和基佛·蘇德蘭；其中前作的主演蘇德蘭再次回歸本片飾演相同的角色。電影劇情敘述五名年輕的醫學生嘗試進行瀕死經驗的實驗。
該片由哥倫比亞影業定檔2017年9月29日在美國上映。

## 劇情
故事敘述寇特妮等五名醫學院的學生熱衷於生死研究，寇特妮等人會使用儀器來讓彼此感受瀕死經驗，來回穿梭於生死界線的他們在探索慾望的同時，是否將承擔某種未知的後果呢？

## 演員
- 狄亞哥·盧納飾演雷[7]
- 艾倫·佩姬飾演寇特妮·福爾摩斯[7]
- 妮娜·道伯瑞飾演瑪洛[7]
- 詹姆士·諾頓飾演傑米[7]
- 科蕾西·克萊門斯（英语：Kiersey Clemons）飾演蘇菲亞[7]
- 基佛·蘇德蘭飾演尼爾森·萊特醫生[8]
- 博·米爾喬夫[9]飾演布萊德[10]
- 夏洛特·麥金妮飾演護士[9]

## 製作

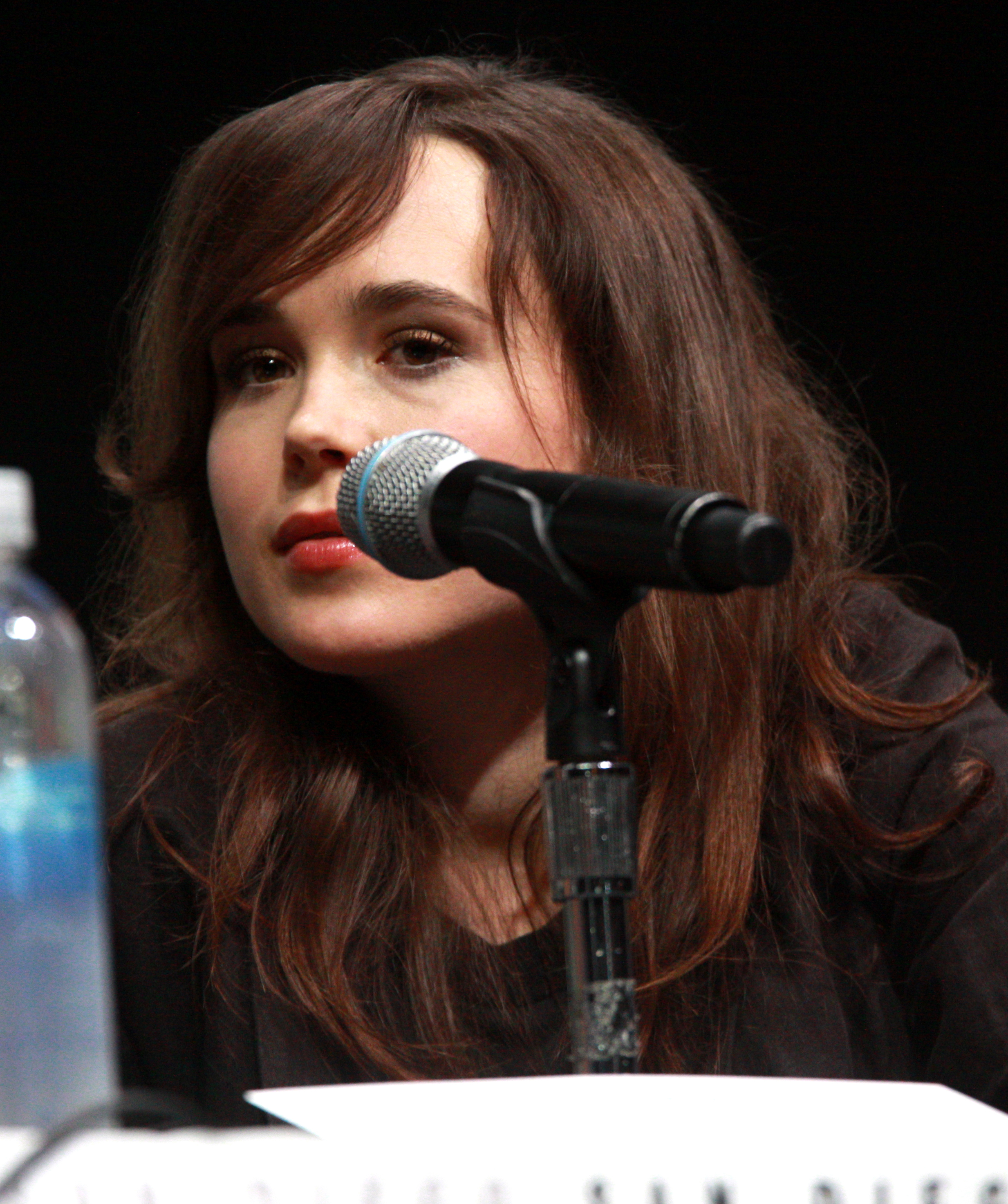
艾倫·佩姬為本片的主演之一

2015年10月，宣布艾倫·佩姬宣布加入重啟版的《別闖陰陽界》中，該片由尼爾斯·亞頓·歐普勒夫執導，班·李普利撰寫劇本，而勞倫斯·馬克和麥可·道格拉斯都將擔任監製。2016年2月，狄亞哥·盧納也加入了該片的演出，而妮娜·道伯瑞也於4月份確認參演。2016年5月，科蕾西·克萊門斯與詹姆士·諾頓也簽約加入演出。
2016年7月，宣布在前作擔任主演的基佛·蘇德蘭也將參演。蘇德蘭後來透露，他在本片將飾演與前作相同的角色，並表示本片並不是重啟，而是一部續集。2016年7月，據報導，模特兒夏洛特·麥金妮加入電影的演出。

### 拍攝
主要攝影從2016年7月初開始在多倫多進行，並於9月7日結束。電影同年於10月4日起進入了後期製作。

## 發行
在美國，《別闖陰陽界》由哥倫比亞影業定於2017年9月29日上映。

## 迴響
在爛番茄上，本作基於64個專業影評僅給出5%新鮮度、觀眾亦給出38%的低分評價，拿下比同年評價具話題性的《表情符號電影》還低分的評價。

## 外部連結
- 互联网电影数据库（IMDb）上《別闖陰陽界》的资料（英文）
- Box Office Mojo上《別闖陰陽界》的資料（英文）
- 爛番茄上《別闖陰陽界》的資料（英文）
- Metacritic上《別闖陰陽界》的資料（英文）
- AllMovie上《別闖陰陽界》的资料（英文）
- 開眼電影網上《別闖陰陽界》的資料（繁體中文）
- 豆瓣电影上《別闖陰陽界》的資料 （简体中文）
- 时光网上《別闖陰陽界》的資料（简体中文）